# My Heart Will Go On
"My Heart Will Go On" là một bài hát của nghệ sĩ thu âm người Canada Céline Dion nằm trong album nhạc phim của bộ phim bom tấn năm 1997 của đạo diễn James Cameron Titanic và xuất hiện ở cuối phim như là bản nhạc tình cho bộ phim. Ngoài ra, bài hát còn nằm trong album phòng thu tiếng Anh thứ năm của cô, Let's Talk About Love (1997). Nó được phát hành như là đĩa đơn đầu tiên trích từ album nhạc phim cũng như thứ tư từ Let's Talk About Love vào ngày 24 tháng 11 năm 1997 bởi Columbia Records và Epic Records. "My Heart Will Go On" được phổ nhạc bởi James Horner và viết lời bởi Will Jennings, trong khi phần sản xuất được đảm nhận bởi Walter Afanasieff và Simon Franglen. Đây là một bản pop ballad mang nội dung đề cập đến tình yêu vĩnh cửu của một cô gái đối với người yêu của mình, trong đó cô khẳng định dù vấp phải muôn vàn khó khăn thì tình cảm của cô cho anh vẫn sẽ tiếp tục và không bao giờ thay đổi. Ban đầu, Dion từ chối thể hiện "My Heart Will Go On" nhưng đã quyết định thu âm bản thu nháp cho nó sau khi được thuyết phục bởi quản lý và cũng là chồng của cô René Angélil, và đây cũng chính là bản thu duy nhất và chính thức cho bài hát.
Sau khi phát hành, "My Heart Will Go On" nhận được những phản ứng tích cực từ các nhà phê bình âm nhạc, trong đó họ đánh giá cao chất giọng tình cảm của Dion cũng như quá trình sản xuất nó. Ngoài ra, bài hát còn gặt hái nhiều giải thưởng và đề cử tại những lễ trao giải lớn, bao gồm chiến thắng giải Quả cầu vàng và Oscar cho Bài hát gốc xuất sắc nhất cũng như bốn giải Grammy cho Thu âm của năm, Bài hát của năm, Trình diễn giọng pop nữ xuất sắc nhất và Bài hát xuất sắc nhất thuộc thể loại phim điện ảnh hoặc truyền hình tại lễ trao giải thường niên lần thứ 41. "My Heart Will Go On" cũng tiếp nhận những thành công ngoài sức tưởng tượng về mặt thương mại với việc đứng đầu bảng xếp hạng ở hơn 20 quốc gia trên thế giới, bao gồm những thị trường lớn như Úc, Áo, Bỉ, Canada, Đan Mạch, Pháp, Đức, Ireland, Ý, Hà Lan, Na Uy, Tây Ban Nha, Thụy Điển, Thụy Sĩ và Vương quốc Anh, nơi Dion trở thành nghệ sĩ nữ đầu tiên có hai đĩa đơn đoạt doanh thu triệu bản (với "Think Twice" và "My Heart Will Go On"). Mặc dù phát hành dưới số lượng hạn chế ở Hoa Kỳ, nó ra mắt ở vị trí số một trên bảng xếp hạng Billboard Hot 100 và trụ vững trong hai tuần liên tiếp, trở thành đĩa đơn quán quân thứ ba của Dion tại đây.
Video ca nhạc cho "My Heart Will Go On" được đạo diễn bởi Bille Woodruff, trong đó bao gồm những cảnh Dion trình diễn bài hát ở nhiều bối cảnh khác nhau, xen kẽ với những hình ảnh từ Titanic. Nó đã nhận được hai đề cử tại giải Video âm nhạc của MTV năm 1998 cho Video xuất sắc nhất từ một bộ phim và Sự lựa chọn của người xem. Để quảng bá bài hát, nữ ca sĩ đã trình diễn nó trên nhiều chương trình truyền hình và lễ trao giải lớn, bao gồm The Oprah Winfrey Show, The Rosie O'Donnell Show, Today, The Tonight Show with Jay Leno, Top of the Pops, Wetten, dass..?, giải Grammy lần thứ 40 và giải Oscar lần thứ 70, cũng như trong nhiều chuyến lưu diễn của cô. Được ghi nhận là bài hát trứ danh trong sự nghiệp của Dion, "My Heart Will Go On" đã được hát lại và sử dụng làm nhạc mẫu bởi nhiều nghệ sĩ, như Neil Diamond, Kenny G, Ariana Grande, Jessie J, Zara Larsson và Sarah Brightman. Ngoài ra, bài hát còn xuất hiện trong nhiều album tuyển tập trong sự nghiệp của nữ ca sĩ, bao gồm All the Way... A Decade of Song (1999), Complete Best (2008) và My Love: Essential Collection (2008). Tính đến nay, nó đã bán được hơn 18 triệu bản trên toàn cầu, trở thành một trong những đĩa đơn bán chạy nhất mọi thời đại.

## Danh sách bài hát
| Đĩa CD tại châu Âu 1. "My Heart Will Go On" – 4:40 2. "Because You Loved Me" – 4:33 Đĩa CD tại châu Âu #2 1. "My Heart Will Go On" – 4:40 2. "My Heart Will Go On" (Tony Moran mix) – 4:20 Đĩa CD tại Pháp 1. "The Reason" – 5:01 2. "My Heart Will Go On" – 4:40 Đĩa CD tại Pháp #2 1. "My Heart Will Go On" – 4:40 2. "Southampton" – 4:02 Đĩa CD tại Pháp #3 1. "My Heart Will Go On" – 4:40 2. "My Heart Will Go On" (Tony Moran mix) – 4:21 Đĩa CD tại Nhật 1. "My Heart Will Go On" – 4:40 2. "Beauty and the Beast" – 4:04 Đĩa đơn cassette tại Vương quốc Anh 1. "My Heart Will Go On" – 4:40 2. "I Love You" – 5:30 Đĩa đơn cassette và CD tại Hoa Kỳ 1. "My Heart Will Go On" – 4:40 2. "Rose" – 2:52 Đĩa CD maxi tại Úc/Brazil/Châu Âu/Hàn Quốc/Vương quốc Anh 1. "My Heart Will Go On" – 4:40 2. "Because You Loved Me" – 4:33 3. "When I Fall in Love" – 4:19 4. "Beauty and the Beast" – 4:04 | Đĩa CD maxi tại Úc #2 1. "My Heart Will Go On" (Tony Moran mix) – 4:21 2. "My Heart Will Go On" (Richie Jones mix) – 4:15 3. "My Heart Will Go On" (Soul Solution) – 4:18 4. "Misled" (The Serious mix) – 4:59 5. "Love Can Move Mountains" (Underground vocal mix) – 7:10 Đĩa CD maxi tại Úc tại Brazil #2 1. "My Heart Will Go On" (Cuca's radio edit) – 4:22 2. "My Heart Will Go On" (Tony Moran's anthem edit) – 4:21 3. "My Heart Will Go On" (Richie Jones unsinkable edit) – 4:15 4. "My Heart Will Go On" (Tony Moran's anthem vocal) – 9:41 Đĩa CD maxi tại châu Âu #2 / Đĩa 12" tại Vương quốc Anh 1. "My Heart Will Go On" – 4:40 2. "My Heart Will Go On" (Tony Moran mix) – 4:21 3. "My Heart Will Go On" (Richie Jones mix) – 4:15 4. "My Heart Will Go On" (Soul Solution) – 4:18 Đĩa CD maxi tại Nhật Bản và Hàn Quốc 1. "My Heart Will Go On" (Tony Moran mix) – 4:21 2. "My Heart Will Go On" (Richie Jones mix) – 4:15 3. "My Heart Will Go On" (Soul Solution) – 4:18 4. "My Heart Will Go On" (Richie Jones unsinkable club mix) – 10:04 5. "My Heart Will Go On" (Matt & Vito's unsinkable epic mix) – 9:53 Đĩa CD maxi tại Vương quốc Anh #2 1. "My Heart Will Go On" (phiên bản nhạc phim) – 5:11 2. "Have a Heart" – 4:12 3. "Nothing Broken but My Heart" – 5:55 4. "Where Does My Heart Beat Now" – 4:32 |

## Xếp hạng
| Bảng xếp hạng (1997–98)                                            | Vị trí cao nhất |
| ------------------------------------------------------------------ | --------------- |
| Úc (ARIA)                                                          | 1               |
| Áo (Ö3 Austria Top 40)                                             | 1               |
| Bỉ (Ultratop 50 Flanders)                                          | 1               |
| Bỉ (Ultratop 50 Wallonia)                                          | 1               |
| Canada (RPM)                                                       | 1               |
| Canada Adult Contemporary (RPM)                                    | 1               |
| Đan Mạch (Tracklisten)                                             | 1               |
| Châu Âu (European Hot 100 Singles)                                 | 1               |
| Phần Lan (Suomen virallinen lista)                                 | 1               |
| Pháp (SNEP) Đĩa đơn mặt A đôi với "The Reason"                     | 1               |
| Đức (Official German Charts)                                       | 1               |
| Hy Lạp (IFPI)                                                      | 1               |
| Guatemala (Notimex)                                                | 1               |
| Honduras (Notimex)                                                 | 1               |
| Hungary (Mahasz)                                                   | 1               |
| Iceland (Íslenski Listinn Topp 40)                                 | 1               |
| Ireland (IRMA)                                                     | 1               |
| Ý (FIMI)                                                           | 1               |
| Nhật Bản (Oricon Singles Chart)                                    | 34              |
| Hà Lan (Dutch Top 40)                                              | 1               |
| Hà Lan (Single Top 100)                                            | 1               |
| New Zealand (Recorded Music NZ) Chỉ phát hành trên sóng phát thanh | 34              |
| Na Uy (VG-lista)                                                   | 1               |
| Peru (Notimex)                                                     | 1               |
| Ba Lan (Music & Media)                                             | 4               |
| Puerto Rico (Notimex)                                              | 3               |
| Quebec (ADISQ)                                                     | 1               |
| Scotland (OCC)                                                     | 1               |
| Tây Ban Nha (PROMUSICAE)                                           | 1               |
| Thụy Điển (Sverigetopplistan)                                      | 1               |
| Thụy Sĩ (Schweizer Hitparade)                                      | 1               |
| Đài Loan (IFPI)                                                    | 1               |
| Anh Quốc (OCC)                                                     | 1               |
| Hoa Kỳ Billboard Hot 100                                           | 1               |
| Hoa Kỳ Adult Contemporary (Billboard)                              | 1               |
| Hoa Kỳ Adult Pop Airplay (Billboard)                               | 3               |
| Hoa Kỳ Hot Latin Songs (Billboard)                                 | 1               |
| Hoa Kỳ Pop Airplay (Billboard)                                     | 1               |
| Hoa Kỳ Rhythmic (Billboard)                                        | 3               |
| Hoa Kỳ Tropical Airplay (Billboard)                                | 2               |

| Bảng xếp hạng (1998)                      | Vị trí |
| ----------------------------------------- | ------ |
| Úc (ARIA)                                 | 14     |
| Áo (Ö3 Austria Top 40)                    | 2      |
| Bỉ (Ultratop 50 Flanders)                 | 1      |
| Bỉ (Ultratop 50 Wallonia)                 | 2      |
| Canada (RPM)                              | 3      |
| Canada Adult Contemporary (RPM)           | 1      |
| Đan Mạch (Tracklisten)                    | 1      |
| Châu Âu (European Hot 100 Singles)        | 1      |
| Phần Lan (Suomen virallinen lista)        | 7      |
| Pháp (SNEP)                               | 3      |
| Đức (Official German Charts)              | 1      |
| Iceland (Íslenski Listinn Topp 40)        | 2      |
| Ý (FIMI)                                  | 4      |
| Nhật Bản (Tokyo Hot 100)                  | 1      |
| Hà Lan (Dutch Top 40)                     | 1      |
| Hà Lan (Single Top 100)                   | 1      |
| Na Uy Spring Period (VG-lista)            | 1      |
| Na Uy Winter Period (VG-lista)            | 5      |
| Tây Ban Nha (PROMUSICAE)                  | 7      |
| Thụy Điển (Sverigetopplistan)             | 1      |
| Thụy Sĩ (Schweizer Hitparade)             | 1      |
| Vương quốc Anh (Official Charts Company)  | 2      |
| Hoa Kỳ Billboard Hot 100                  | 13     |
| Hoa Kỳ Adult Contemporary (Billboard)     | 5      |
| Hoa Kỳ Adult Top 40 (Billboard)           | 26     |
| Hoa Kỳ Hot Latin Songs (Billboard)        | 12     |
| Hoa Kỳ Hot Soundtrack Singles (Billboard) | 1      |
| Hoa Kỳ Mainstream Top 40 (Billboard)      | 10     |
| Hoa Kỳ Rhythmic (Billboard)               | 18     |
| Hoa Kỳ Tropical Airplay (Billboard)       | 15     |

| Bảng xếp hạng (1990–99)                  | Vị trí |
| ---------------------------------------- | ------ |
| Áo (Ö3 Austria Top 40)                   | 18     |
| Bỉ (Ultratop 50 Flanders)                | 21     |
| Pháp (SNEP)                              | 10     |
| Hà Lan (Dutch Top 40)                    | 8      |
| Vương quốc Anh (Official Charts Company) | 11     |

| Bảng xếp hạng                            | Vị trí |
| ---------------------------------------- | ------ |
| Canada (Nielsen SoundScan)               | 8      |
| Ireland (IRMA)                           | 13     |
| Vương quốc Anh (Official Charts Company) | 32     |

## Chứng nhận và doanh số
| Quốc gia                                                                           | Chứng nhận  | Số đơn vị/doanh số chứng nhận |
| ---------------------------------------------------------------------------------- | ----------- | ----------------------------- |
| Úc (ARIA)                                                                          | 2× Bạch kim | 140.000^                      |
| Áo (IFPI Áo)                                                                       | Vàng        | 25.000*                       |
| Bỉ (BEA)                                                                           | 3× Bạch kim | 150.000*                      |
| Đan Mạch (IFPI Đan Mạch)                                                           | Bạch kim    | 90.000‡                       |
| Pháp (SNEP)                                                                        | Kim cương   | 1,197,000                     |
| Đức (BVMI)                                                                         | 4× Bạch kim | 2.000.000^                    |
| Ý (FIMI)                                                                           | Vàng        | 25.000*                       |
| Nhật Bản (RIAJ)                                                                    | 2× Bạch kim | 200.000^                      |
| Nhật Bản (RIAJ) Dance mixes                                                        | Vàng        | 100.000^                      |
| Nhật Bản (RIAJ) Nhạc chuông                                                        | Bạch kim    | 100.000*                      |
| México (AMPROFON)                                                                  | Vàng        | 30.000*                       |
| Hà Lan (NVPI)                                                                      | 2× Bạch kim | 150.000^                      |
| Na Uy (IFPI)                                                                       | 2× Bạch kim | 40,000*                       |
| Thụy Điển (GLF)                                                                    | 2× Bạch kim | 60.000^                       |
| Thụy Sĩ (IFPI)                                                                     | 2× Bạch kim | 100.000^                      |
| Anh Quốc (BPI)                                                                     | 3× Bạch kim | 2,100,000                     |
| Hoa Kỳ (RIAA)                                                                      | 4× Bạch kim | 4.000.000‡                    |
| * Chứng nhận dựa theo doanh số tiêu thụ. ^ Chứng nhận dựa theo doanh số nhập hàng. |             |                               |